# بانگیتسا (چاچاک)
بانگیتسا (به صربی: Banjica) یک منطقهٔ مسکونی در صربستان است که در چاچاک واقع شده‌است. بانگیتسا ۱۱٫۵۲ کیلومتر مربع مساحت و ۳۱۴ نفر جمعیت دارد و ۴۳۷ متر بالاتر از سطح دریا واقع شده‌است.